# هتران
 هتران  روستای کوچکی از توابع بخش رویدر شهرستان خمیر استان هرمزگان ایران است.
این روستا کوهستانی و فاقد جاده ماشین رو بوده و راه آن مالرو است.

## جمعیت
دارای ۲۵ نفر (۶ خانوار) است که از اهل سنت و از شاخه شافعی هستند یعنی از پیروان امام محمد ادریس شافعی هستند.
دارای مسجد، وآب‌انبار برکه است.

## چشمه
چشمه کوچکی دارد دل کوه به سمت دشت جیحون آبش شیرین است و ۵۰۰ اصله نخل را آبیاری می‌کند.

## محدودهٔ هتران
از شمال کوه، از جنوب دشت جیحون، از مغرب گوین، و از سمت مشرق به کشی محدود می‌گردد.